# Kaitlyn Black
Kaitlyn Black (29 de julho de 1983) é uma atriz americana conhecida por seu papel como Annabeth Nass na série de comédia-drama CW Hart of Dixie. Sua personagem era um membro da cidade fictícia de Bluebell, belles do sul do Alabama. Na 2 ª temporada, sua personagem tomou um papel mais central como ela se envolveu com o prefeito de cidade. Em Temporada 3, sua personagem tornou-se um regular na série.

## Vida e carreira
Black cresceu em Copley, Ohio e graduou-se em Revere High School, em Richfield, Ohio, em 2001. [2] Ela se graduou Magna Cum Laude pela Kent State University em 2005 com um Bachelor of Arts grau em Theater. Ela tem atuado desde a sexta série em musical e outro teatro e começou a dançar antes que em jazz, sapateado e balé. [3]
Black desempenhou um belle do sul na série drama médico Hart of Dixie ao lado de Rachel Bilson. A série estreou na CW em setembro de 2011.

## Filmográfia
| Ano       | Titulo                | Personagem            | Episódios                                          |
| --------- | --------------------- | --------------------- | -------------------------------------------------- |
| 2006      | Floaters              | Erika Appleton        | 3 episodes                                         |
| 2008      | Foreign Exchange      | New Girl              | Film                                               |
| 2009      | Bureaucracy           | Patricia              | Film                                               |
| 2009      | Cold Case             | Betty Joe Henders '44 | 1 episode                                          |
| 2011      | Traffic Light         | Cashier               | 1 episode                                          |
| 2011      | Raising Hope          | Zoe                   | 2 episodes                                         |
| 2011      | How to Be a Gentleman | Tabitha               | 1 episode                                          |
| 2011      | Enlightened           | Halley                | 1 episode                                          |
| 2009      | Hollywoo              | Hôtesse VIP Room      | French Film                                        |
| 2011–2015 | Hart of Dixie         | Annabeth Nass         | Recurring, seasons 1-2; series regular, season 3-4 |
| 2013      | Officer Down          | Olivia                | Film                                               |